# Arrondissement d'Ansbach
L'arrondissement d'Ansbach (en allemand : Landkreis Ansbach) est un arrondissement allemand de Bavière, situé dans le district de Moyenne-Franconie. 
Son chef-lieu est Ansbach.

## Géographie
L'arrondissement d'Ansbach, le plus étendu de Bavière, est situé dans le nord-ouest de l'État, à la limite avec le Land de Bade-Wurtemberg, sur la ligne de partage de eaux Rhin-Danube. Il fait entièrement partie de la région métropolitaine de Nuremberg.
Il est limité au nord par l'arrondissement de Neustadt an der Aisch-Bad Windsheim, à l'est par ceux de Fürth et de Roth, au sud-est par celui de Weissenburg-Gunzenhausen, au sud par celui de Danube-Ries et à l'ouest par les arrondissements bade-wurtembourgeois d'Ostalb, de Schwäbisch Hall et de Main-Tauber.
La ville indépendante d'Ansbach est située au milieu de l'arrondissement.

## Histoire
L'arrondissement est né en 1803 de la réunion de la principauté d'Ansbach, des villes libres de Dinkelsbühl et de Rothenburg ob der Tauber et de quelques autres petits domaines seigneuriaux. Il est à cette date composé des arrondissements d'Ansbach, Dinkelsbühl, Feuchtwangen, Heilsbronn, Herrieden, Leutershausen, Rothenburg, Wassertrüdingen et Schillingsfürst. Les villes d'Ansbach, Rothenburg et Dinkelsbühl bénéficient d'une administration directe et, en 1838, est créé le district de Moyenne-Franconie.
En 1862, une réforme administrative regroupe certains arrondissements et n'en subsistent alors que cinq :
- Ansbach (Ansbach et Leutershausen) ;
- Dinkelsbühl (Dinkelsbühl et Wassertrüdingen)
- Heilsbronn
- Feuchtwangen (Feuchtwangen et Herrieden)
- Rothenburg ob der Tauber (Rothenburg et Schillingfürst)

Dès 1880, l'arrondissement d'Heilsbronn est supprimé et incorporé à l'arrondissement d'Ansbach.
En 1940, les villes de Dinkelsbühl et Rothenburg sont incorporées à leurs arrondissements respectifs et perdent leur gouvernement particulier. Cependant, Rothenburg récupère ses droits à l'administration directe en 1948.
Lors de la grande réforme administrative de 1972, l'arrondissement est considérablement agrandi par la réunion des quatre anciens arrondissements d'Ansbach, Dinkelsbühl, Rothenburg et Feuchtwangen ainsi que la ville libre de Rothenburg et de quelques communes des arrondissements voisins de Gunzenhausen, Schwabach et Neustadt an der Aisch. Seule la ville d'Ansbach, tout en étant son chef-lieu, reste hors de l'arrondissement.
La ville d'Ansbach acquiert alors le statut de Kreisfreie Stadt et celle de Rothenburg devient Große Kreisstadt. En raison de son importance historique et patrimoniale, Dinkelsbühl devient elle aussi une Große Kreisstadt en 1998.

## Politique
Le commissaire de l'arrondissement, élu en 2008, est Rudolf Schwemmbauer de la CSU et son adjoint Kurt Unger du SPD.
Le Landrat compte 70 sièges de conseillers.
| Parti                 | Nombre de conseillers |
| --------------------- | --------------------- |
| CSU                   | 32                    |
| SPD                   | 13                    |
| FW                    | 11                    |
| Alliance 90/Les Verts | 7                     |
| ÖDP                   | 4                     |
| FDP                   | 3                     |

## Villes, communes & communautés d'administration
(nombre d'habitants en 2006)
| Villes 1. Dinkelsbühl, Große Kreisstadt, (11 572) 2. Feuchtwangen (12 247) 3. Heilsbronn (9 292) 4. Herrieden (7 713) 5. Leutershausen (5 646) 6. Merkendorf (2 809) 7. Ornbau (1 636) 8. Rothenburg ob der Tauber, Große Kreisstadt, (11 222) 9. Schillingsfürst (2 842) 10. Wassertrüdingen (6 088) 11. Windsbach (6 061) 12. Wolframs-Eschenbach (2 876) Marchés 1. Arberg (2 302) 2. Bechhofen (6 096) 3. Colmberg (2 124) 4. Dentlein am Forst (2 454) 5. Dietenhofen (5 658) 6. Dombühl (1 673) 7. Dürrwangen (2 614) 8. Flachslanden (2 475) 9. Lehrberg (3 128) 10. Lichtenau (3 784) 11. Schopfloch (2 916) 12. Weidenbach (2 158) 13. Weiltingen (1 375) Gemeindefreies Gebiet 1. Unterer Wald (1,82 km², inhabité) | Communes 1. Adelshofen (960) 2. Aurach (2 979) 3. Bruckberg (1 335) 4. Buch am Wald (979) 5. Burgoberbach (3 351) 6. Burk (1 187) 7. Diebach (1 137) 8. Ehingen (2 028) 9. Gebsattel (1 818) 10. Gerolfingen (1 052) 11. Geslau (1 428) 12. Insingen (1 139) 13. Langfurth (2 137) 14. Mitteleschenbach (1 575) 15. Mönchsroth (1 609) 16. Neuendettelsau (7 803) 17. Neusitz (2 055) 18. Oberdachstetten (1 712) 19. Ohrenbach (644) 20. Petersaurach (5 088) 21. Röckingen (759) 22. Rügland (1 253) 23. Sachsen bei Ansbach (3 261) 24. Schnelldorf (3 553) 25. Steinsfeld (1 279) 26. Unterschwaningen (896) 27. Weihenzell (2 842) 28. Wettringen (958) 29. Wieseth (1 452) 30. Wilburgstetten (2 143) 31. Windelsbach (1 054) 32. Wittelshofen (1 286) 33. Wörnitz (1 651) Communautés administratives 1. Dentlein a.Forst avec les communes membres Burk, Dentlein a. Forst (Markt) et Wieseth 2. Hesselberg avec les communes membres Ehingen, Gerolfingen, Röckingen, Unterschwaningen et Wittelshofen 3. Rothenburg ob der Tauber avec les communes membres Adelshofen, Gebsattel, Geslau, Insingen, Neusitz, Ohrenbach, Steinsfeld et Windelsbach 4. Schillingsfürst avec les communes membres Buch am Wald, Diebach, Dombühl (Markt), Schillingsfürst (ville), Wettringen et Wörnitz 5. Triesdorf avec les communes membres Ornbau (ville) et Weidenbach (Markt) 6. Weihenzell avec les communes membres Bruckberg, Rügland et Weihenzell 7. Wilburgstetten avec les communes membres Mönchsroth, Weiltingen (Markt) et Wilburgstetten 8. Wolframs-Eschenbach avec les communes membres Mitteleschenbach et Wolframs-Eschenbach (ville) |